# Tim Kaine
Timothy Michael "Tim" Kaine (Saint Paul, Minnesota, 1958. február 26. –) demokrata politikus, virginiai szenátor, korábbi polgármester és virginiai kormányzó, demokrata alelnökjelölt a 2016-os amerikai elnökválasztáson.

## Tanulmányai és pályája
Kaine közgazdász diplomát szerzett a University of Missourin 1979-ben, majd a Harvard Egyetemen végzett jogászként, közben jezsuita önkéntes misszionáriusként Hondurasban szolgált. Ez idő alatt tanult meg folyékonyan beszélni spanyolul. Tapasztalt politikusnak számít, Richmond polgármestere volt, majd négy évig volt Virginia kormányzója, 2013 óta pedig szenátorként az ingaállamnak számító Virginiát képviseli. A szenátusban tagja a külügyi, illetve a fegyveres testületeket felügyelő bizottságnak. Jelenlegi mandátuma 2018-ban jár le. Mindemellett Democratic National Committee elnöke volt 2009 és 2011 között.
2008-ban Barack Obama mögött állt az előválasztási küzdelemben, s egyes vélemények szerint szerepelt Obama számba vehető alelnökjelöltjei között. 2014-ben csatlakozott a Hillary Clinton elnökjelöltségét előkészítő bizottság munkájához. Több alkalommal is jelent meg kampányeseményeken.

## Alelnökjelöltség

Clinton/Kaine logó

Hillary Clinton 2016. július 22-én a Twitteren jelentette be, hogy alelnökjelöltjévé választotta. 2016. július 27-én hivatalosan alelnökjelöltté választották.
Hosszan tartó politikai pályafutása miatt jelölése után nyilvánosságra hozta az utolsó tízéves adóbevallásait. Ezen kívül publikálta még a jó egészségügyi állapotát igazoló dokumentumokat is. Dr. Brian P. Monahan, a Kongresszus hivatalos orvosa indoklásában „nagyszerű” egészségügyi állapotot állapított meg, amely megerősítette a biztos alelnökjelöltségét. A 2016. november 8-án tartott választáson végül Donald Trump szerezte meg a legtöbb elektori szavazatot, és így a republikánus Mike Pence lett az alelnök.

## Magánélete

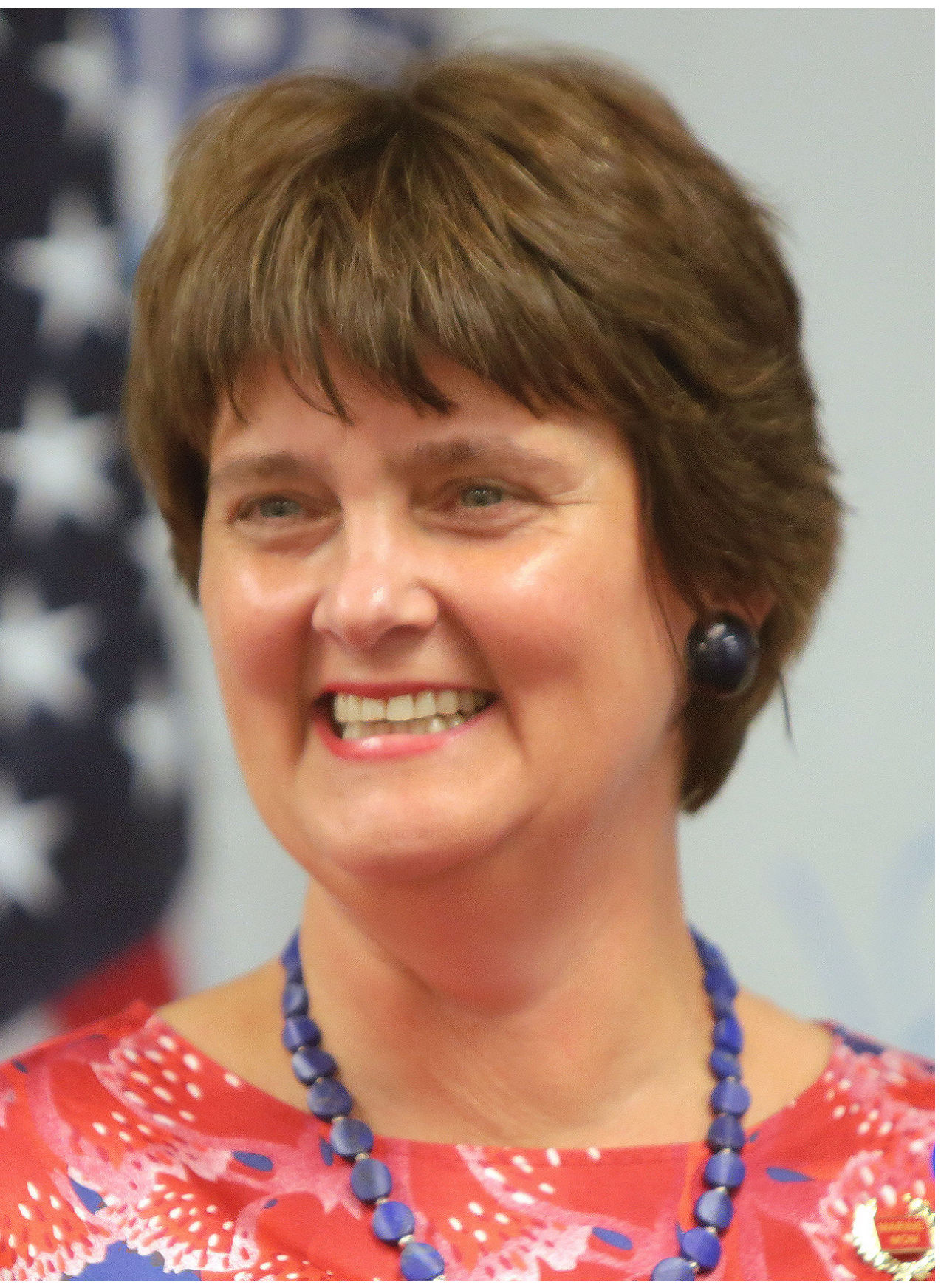
Anne Holton 2016-ban

1984. novemberében feleségül vette Anne Bright Holton-t. Három gyermekük van Nat (1990), Woody (1992) és Annella (1995).
20 éve harmonikázik és a hangszert gyakran viszi magával hivatalos útjaira is. Emellett folyékonyan beszél spanyolul.